# Cataratas Ripon

Mapa donde se puede observar la antigua situación de las cataratas Ripon (cerca de Jinja)

Las cataratas Ripon en inglés: Ripon Falls) fueron unas cataratas ahora desaparecidas que eran una de las salidas naturales del lago Victoria por su extremo norte, en Uganda, hasta 1954 cuando se completó la construcción de la presa de las Cataratas Owen (cerca de Jinja), que extendió el lago sumergiéndolas bajo el agua.
Fueron consideradas en un tiempo las fuentes del río Nilo. En 1862 John Hanning Speke, el primer europeo en seguir la corriente del Nilo río abajo, encontró estas cataratas y consideró que eran su fuente. Las nombró en honor de George Robinson, 1.er Marqués de Ripon. Speke comenzó su viaje en Tanzania) en dirección norte, hasta llegar a Egipto, y descendió siguiendo el curso del Nilo, aunque no pudo hacerlo completamente,debido a problemas con los pueblos de la región.

Vistas históricas de las cataratas
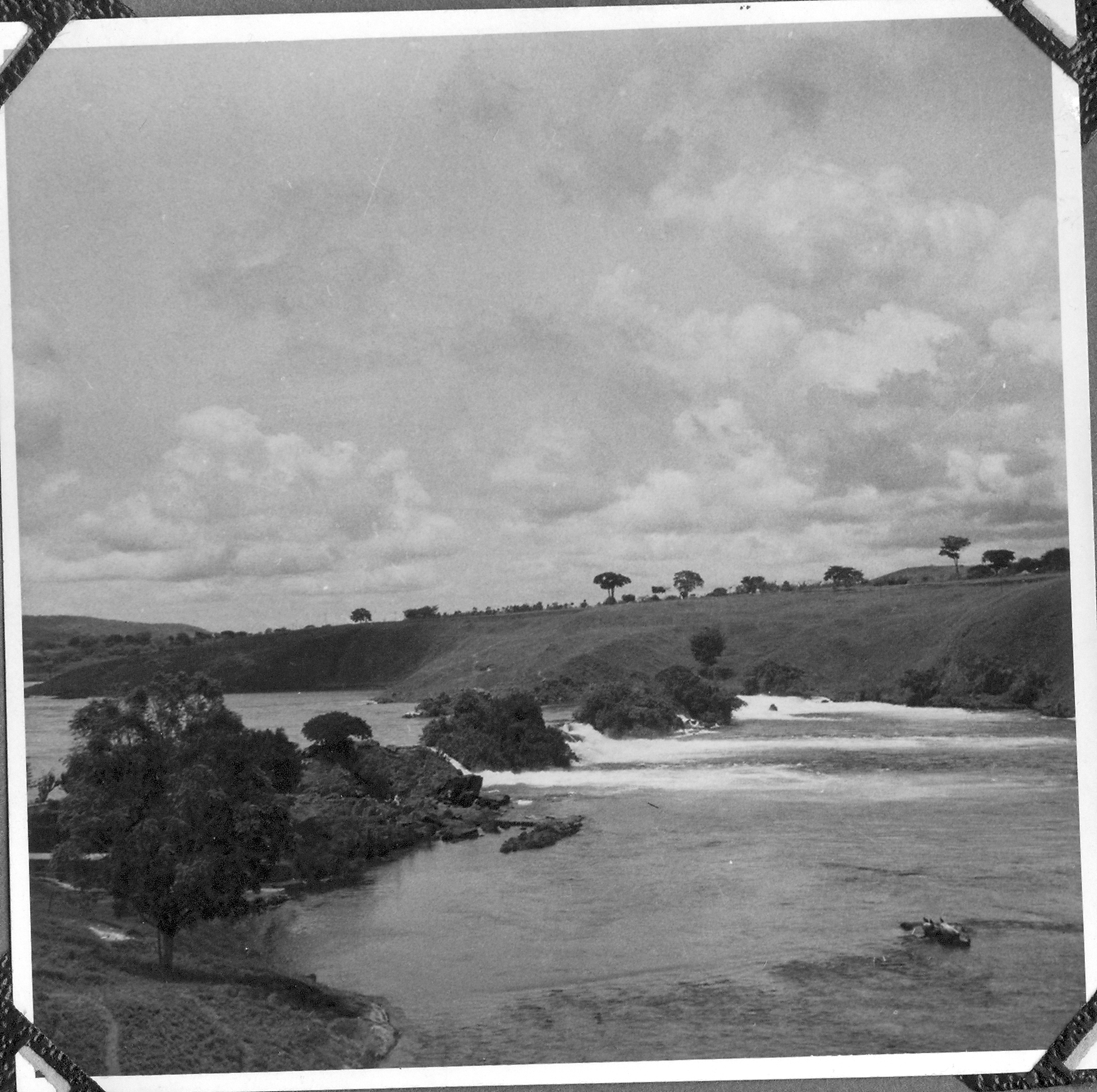
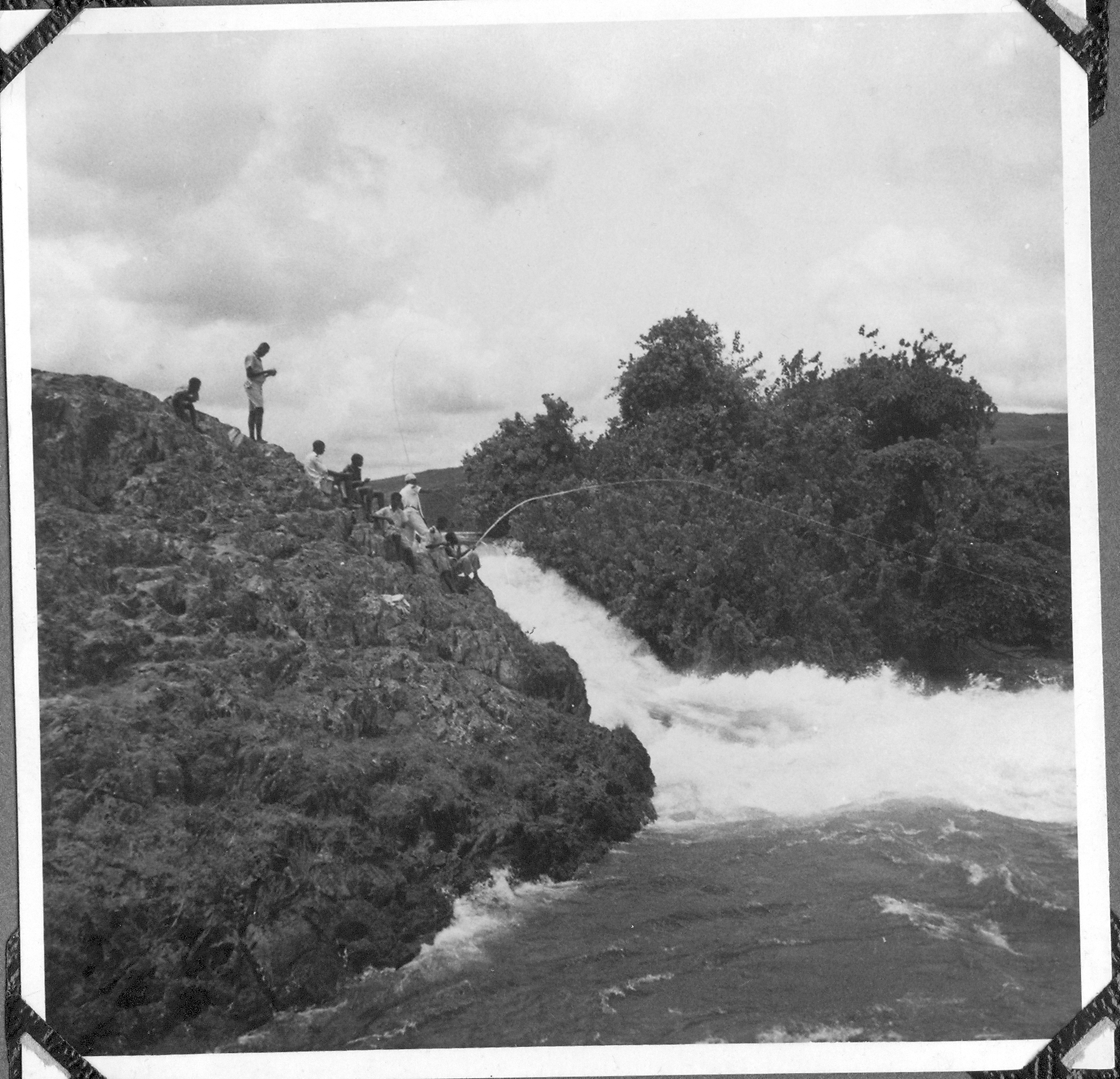
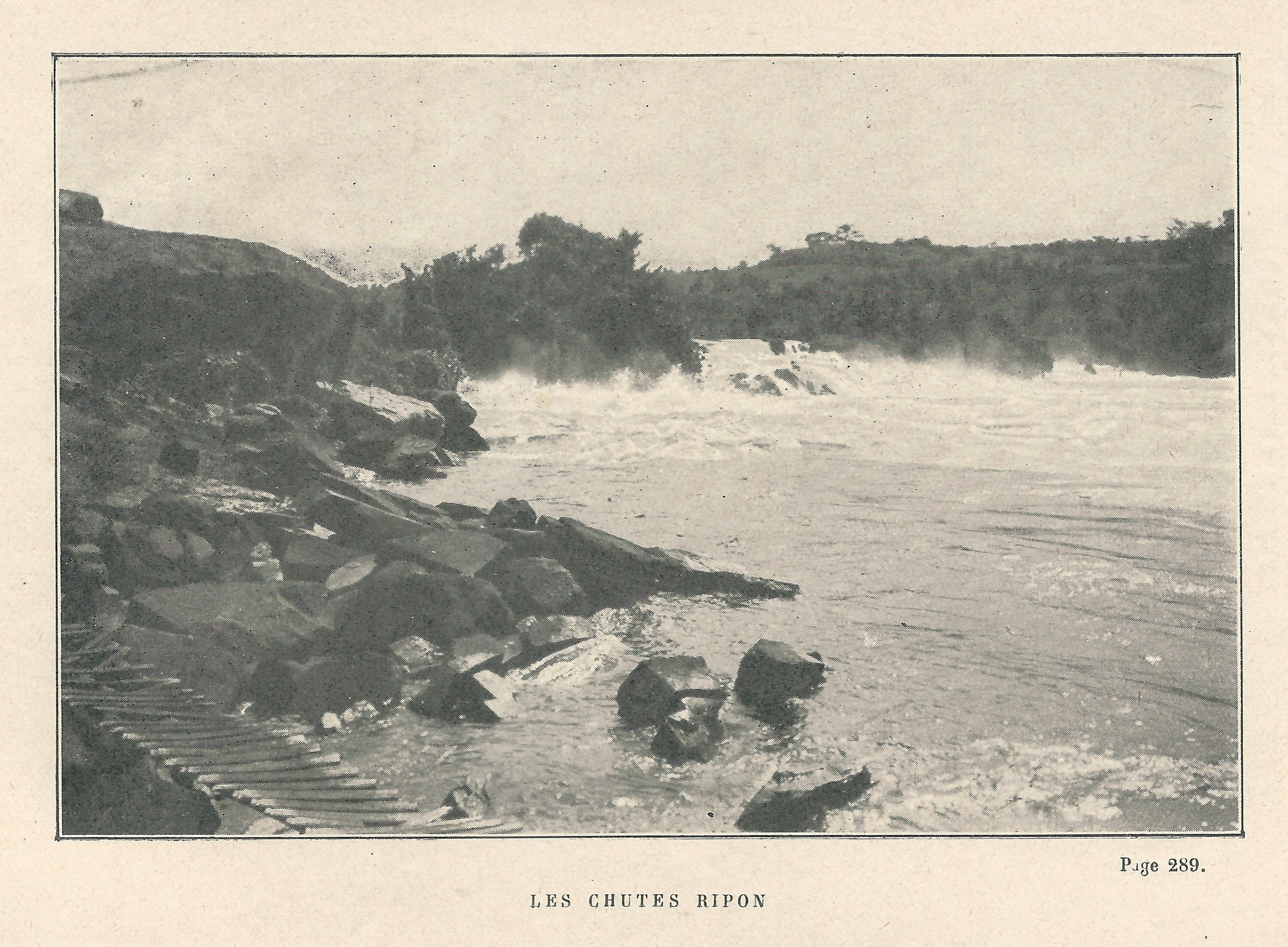